# 오토시촌
오토시촌(大歳村)은 야마구치현 요시키군 서부에 존재했던 촌이다. 1944년 4월 1일 가가와촌과 신설합병해, 야마구치시의 일부가 되었다.

## 역사
- 1889년 4월 1일 - 정촌제 시행에 의해 요시키군 야바라아사다촌이 성립하였다.
- 1898년 7월 1일 - 오토시촌으로 개칭되었다.
- 1944년 4월 1일 - 구 야마구치시, 히라카와촌, 아이오후타지마촌, 나타지마촌, 스에촌, 오고리정, 가가와촌, 아지스정, 사야마정과 합병해, 새로운 야마구치시가 성립, 동일 오토시촌은 폐지되었다.

## 현재
- 야마구치시 서부의 한 지역으로 야마구치시 다이토세 지역교류센터가 위치해 있다. 동부를 중심으로 일찍부터 택지화가 진행되어 택지 비율이 비교적 높은 반면, 공동주택은 많지 않다.